# Ulises Heureaux
Ulises Hilarión Heureaux Lebert, más conocido como Ulises Heureaux alias Lilís (San Felipe de Puerto Plata, 21 de octubre de 1845-Moca, 26 de julio de 1899), fue un militar y político dominicano. Fue presidente en tres ocasiones: del 1 de septiembre de 1882 al 1 de septiembre de 1884, entre el 6 de enero y el 27 de febrero de 1887, y nuevamente desde el 30 de abril de 1889 hasta su asesinato en 1899. Su forma de gobierno dictatorial condujo al país a la bancarrota, situación que provocó una fuerte inestabilidad política y fue la causa principal de la posterior intervención estadounidense de 1916.

## Primeros años
Heureaux nació el 21 de octubre de 1845, en la ciudad de San Felipe de Puerto Plata,  hijo natural de Josefa Lebert, una mujer mulata de piel oscura, oriunda de las Islas Vírgenes. Su padre fue José Alejandro D'assas Heureaux Domínguez, también mulato, quien fue director de Aduanas de Puerto Plata en 1842 y oficial del Estado Civil de Puerto Plata hasta el día de su muerte el 5 de enero de 1905. El padre de José Alejandro fue Pierre Alexandre Heureaux, nacido en Saint-Domingue, quien llegó a la parte española de la isla durante la ocupación haitiana. Formó parte de conjunto de familias haitianas blancas de origen francés que apoyaron la creación de Haití como nación al momento de su independencia en vez de permanecer leales a Francia hasta el final de la revolución, como optaron por hacer muchos. Antes de llegar a suelo dominicano se había casado con Josefa Domínguez, también nacida en las Islas Vírgenes, quienes procrearon varios hijos, siendo estos: José Alejandro, María, Josefa y Rosa Amelia, esta última siendo la abuela materna del doctor Joaquín Balaguer. Los Heureaux siguen existiendo en ambas partes de isla, en el caso de Haití, aun prevaleciendo en la burguesía local. Los padres Pierre Alexandre fueron a su vez Piere André Heureaux y Marie Marguerite Julie Sarazin, esta última, oriunda de la ciudad de Montreal, Quebec y fallecida en Cabo Haitiano en 1768. 
Abandonado por su padre desde pequeño (aunque más tarde le diera su apellido), sus primeros años se desenvolvieron a la sombra del cuidado materno. Su madre, miembro de una familia muy pobre, no pudo hacer grandes cosas durante los primeros años de la vida de Ulises.
Un amigo de la familia se encargó de brindarle los primeros conocimientos de letras y matemáticas. Es notable que siendo todavía muy joven, llegó a hablar y escribir fluidamente en francés e inglés, y a dominar el creole haitiano.
Se incorporó a la milicia y probó su valentía en los campos de batalla, ascendiendo de rango por sus habilidades para el combate.

## Su inicio militar
Cuando República Dominicana fue anexada a España en 1861,  muchos dominicanos se insurreccionaron con la intención  de restaurar la independencia perdida. Lilís se integró con entusiasmo a ese movimiento y entró al servicio del general Gregorio Luperón. Se desempeñó con tanta brillantez que se convirtió en el principal lugarteniente del general. 
Cuando tuvo la oportunidad de combatir en el Sur demostró todo su coraje y capacidad de guerrero. Luchó allí por varios meses y de esta manera conoció más a fondo la región y sus hombres. Al terminar la campaña, ya había obtenido el rango de general.

## Ascenso al poder
Ya obtenida la Restauración de la República, siguió secundando al General Luperón, trabajando junto a él para derrocar a Buenaventura Báez, quien había obtenido el poder, pero cuya forma de gobernar no agradaba a Luperón. 
Al surgir el Partido Azul y ascender a la presidencia Ulises Francisco Espaillat, Lilís, que se había convertido en uno de los líderes de ese partido, fue nombrado Ministro de Guerra y Marina .
Luperón alcanzó la presidencia en 1879, pero escogió permanecer  en su tierra natal donde se estableció como un próspero mercader de tabaco, delegando en  Heureaux la autoridad en Santo Domingo.
El padre católico Fernando Arturo de Meriño asumió la  presidencia en septiembre de 1880 siendo Heureaux nombrado Ministro de Interior y Policía.

## Primera presidencia (1882-1884)
Al término de dos años, Meriño le pasó las riendas del gobierno a Heureaux, quien mantuvo un gobierno democrático durante el período constitucional 1 de septiembre de 1882 hasta 1 de septiembre de 1884. Bajo su primer gobierno se fomentó la política de inmigración extranjera a territorio dominicano, se trasladaron al país los restos de Duarte desde Venezuela, se aumentó los ingresos fiscales y se reforzó la profesionalización de los militares con el fin de que brindaran mejor servicio al Estado.

### Comienzo de la dictadura

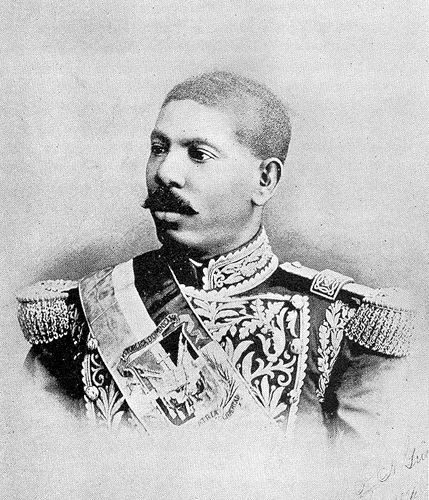
El gobierno de Heureaux se caracterizó por la represión y es recordado como uno de los gobernantes más derrochadores y que terminó llevando al país a la bancarrota.

Las administraciones de Luperón y Meriño propiciaron una relativa estabilidad política al país situación que se mantuvo en el primer periodo de Heureaux, donde solo se verificó un levantamiento de relevancia. 
Para 1884, con el partido azul como entidad política dominante, no había ni un potencial sucesor entre los varios caudillos locales que constituían el grupo de líderes de la república. Luperón que seguía siendo el líder del "Partido Azul", decidió apoyar al General Segundo Imbert, mientras que Heureaux apoyo la candidatura del General Francisco Gregorio Billini. Heureaux aseguró a Luperón que se pondría de lado de Imbert en caso de que el mismo ganara las elecciones, pero cometió un fraude al llenar de votos las urnas de precintos clave y asegurando de esa forma la elección de Billini.
Después de ser electo el 1 de septiembre de 1884, Billini se resistió a los esfuerzos de Heureaux para manipularlo, a lo que este respondió esparciendo rumores de que Billini decretaría una amnistía política con el fin de poder conspirar con el expresidente Cesáreo Guillermo en contra del liderazgo de Luperón en los Azules. Esto trajo como consecuencia una crisis gubernamental que forzó a Billini a renunciar el 16 de mayo de 1885. 
Billini fue reemplazado por el vicepresidente Alejandro Woss y Gil, y Heureaux asumió un rol más activo bajo el nuevo gobierno debido al gran  número de  seguidores que ocuparon puestos en la administración pública. Heureaux asumió el control de la armada para enfrentar la rebelión liderada por Guillermo, quien se suicidó antes de ser capturado, hecho que ayudó a mejorar las relaciones entre Heureaux y Luperón, enemigos de por vida de Guillermo.

## Segunda presidencia (1887-1899)
Luperón en consecuencia apoyó a Heureaux en las elecciones presidenciales de 1887. El fraude electoral que cometió de nuevo llevó a los seguidores de su oponente, Casimiro de Moya, a una rebelión armada en el Valle del Cibao. Apoyado por Luperón, Heureaux suprimió brutalmente el levantamiento, poniendo fin al sentir de descontento que había copado a la sociedad dominicana. 
Habiendo obtenido el poder nuevamente, Heureaux lo mantuvo en sus manos por el resto de su vida, abarcando los períodos 1887-89, 1889-93, 1893-97 y 1897-99. En 1888 exilió a su mentor Gregorio Luperón, y al año siguiente forzó al Congreso a pasar una reforma constitucional aboliendo el impedimento a la reelección presidencial y eliminando el sistema de votación por voto directo. Además, forzó que el Congreso se convirtiera en Convención Nacional a fin de modificar la Constitución para extender a cuatro años el período presidencial de dos y lograr que las elecciones se celebraran de acuerdo con la vieja forma indirecta de los colegios electorales, en vez de la del sufragio universal. El Congreso no solo lo complació, sino que además le otorgó el título de Pacificador de la Patria. Para expandir su base de poder e influencia, incorporó en su gobierno a miembros del partido político rival: los Rojos . 
También desarrolló una amplia red de espías, informantes y policías secretos con el fin de prevenir rebeliones, asesinar o forzar el exilio de políticos negados a cooperar con su gobierno. Heureaux llenó las cárceles de presos políticos, amordazó a la prensa y controló el Congreso.
Heureaux y sus seguidores se enriquecieron a través de grandes inversiones privadas en la pujante economía de exportaciones. El punto era que “la separación entre los bienes privados del presidente y las finanzas del Estado era vaga, fluida y casi inexistente.”

## Economía y desarrollo al final delsigloXIX
Durante las últimas dos décadas del siglo XIX, el azúcar sobrepasó al tabaco como principal producto de exportación del país como resultado del ingreso de  plantadores de azúcar de origen cubano, que emigraron a Santo Domingo a raíz de la Guerra de los Diez Años . Lilís  regaló grandes terrenos en los valles de la costa sureste, donde se construyeron los primeros ingenios azucareros mecanizados del país. 
Su dictadura se embarcó en varios proyectos ambiciosos de modernización del país, incluyendo la electrificación de la ciudad de Santo Domingo, la construcción de un puente sobre el río Ozama y el comienzo del servicio interno de ferrocarril de una sola vía conectando las ciudades de Santiago y Puerto Plata.

### Lilís y el endeudamiento externo
Con el objetivo de enriquecerse a sí mismo y a sus seguidores, reforzar el sistema de sobornos, pagar a la armada, fomentar la industria de los ingenios azucareros y financiar el desarrollo de infraestructuras, Lilís tomó grandes préstamos de bancos europeos y americanos, incluso mientras los precios del azúcar experimentaban una aguda bajada. 
En 1888, tomó un préstamo por tres cuartos de millón de libras esterlinas de la casa de préstamos de Ámsterdam, Westendorp. La Westendorp Company se declaró en bancarrota en 1892, después de que su agente reveló fraudes en el servicio de aduanas, donde Heureaux había logrado tarifas preferenciales para algunos de sus acreedores locales. 
Un consorcio de hombres de negocios de Nueva York que se llamaban a sí mismos Santo Domingo Improvement Co. compró la Westendorp, tomando las reclamaciones de sus bondholders europeos, a cambio de dos préstamos, uno por $1.2 millones y el otro por £2 millones, para proveer fondos para la deuda externa del país y que serían saldados con la recaudación de las aduanas.

## Encarcelamiento y fusilamiento de Marchena
El general Generoso de Marchena Peláez fue introducido en una celda solitaria en la Torre del Homenaje y sólo era sacado encadenado de la misma cuando el dictador realizaba alguna travesía en uno de sus barcos. Heureaux retuvo durante más de un año el fusilamiento de su ex –colaborador hasta producirse la eliminación del general Joaquín Campos, delegado del Gobernador de Azua. Campos fue asesinado de un balazo al caer en una emboscada hecha por enemigos del gobierno que iniciaron una rebelión denominada "Rebelión de los Azuanos", con el propósito de derrotar a Heureaux. Sin embargo, el dictador logró sofocar la rebelión y aprovechar la ocasión para fusilar a Marchena en las Clavellinas de Azua, el 22 de diciembre de 1893, junto a otros seguidores suyos.

## Invasión en contra de Heureaux
La situación siguió difícil para el dictador en el plano político y militar al sufrir un duro revés con la huida de su Ministro de Relaciones Exteriores, Ignacio María González Santín, quien también estaba implicado en la "rebelión de los azuanos". 
González huyó hacia Puerto Rico y desde allí lanzó un manifiesto revelando las negociaciones secretas de Lilís para arrendar Samaná a los norteamericanos. El ex –ministro, quien alegó que desconocía esas negociaciones hasta que decidió abandonar el país, viajó entonces a Puerto Príncipe donde concertó una alianza con Luperón y Moya para planear una invasión a finales de marzo de 1894 con el pleno respaldo del presidente haitiano Hippolite, quien derrocó al Gral. Legitime, con el apoyo del gobierno estadounidense. 
Heureaux, al tener conocimiento de la invasión procedió a intimidar nuevamente al mandatario haitiano comunicándole que de seguir apoyándola entonces entregaría armas a sus adversarios en el exilio para que fuesen a derrocarlo. El dictador, que conocía al gobernante haitiano, sabía que su intimidación lograría su propósito y que este procedería a retirarle el apoyo a los revolucionarios, por lo que asumió el mando de su tropa para enfrentar a los invasores. El presidente haitiano Hippolite, se atemorizó con las amenazas de Lilís, y traicionó a los revolucionarios dominicanos, que contaban con el prestigio de Luperón y el apoyo de los generales Casimiro Nemesio de Moya, González y Villanueva.
Los revolucionarios cruzaron la frontera el 25 de marzo de 1894, luego de recibir armas y municiones en Cabo Haitiano, pero fueron fácilmente vencidos por Heureaux. A este nuevo fracaso el pueblo dominicano lo denominó "La Revolución de los Bimbines". El calificativo hace referencia al hecho de que los expedicionarios estaban dirigidos por hombres, que en más de una ocasión demostraron su hombría, pero esta vez se comportaron como niños.
Heureaux chantajeó al presidente haitiano y lo obligó a entregarle determinada cantidad de dinero, basado en el tratado de 1874. El dictador dominicano con esos recursos pagó a Francia, en 1895 las compensaciones que ese país exigió luego de este haber violado las Cajas del Banco Nacional de Santo Domingo en repuestas a las medidas que Marchena adoptó en su contra en 1892. 
La agudización de la crisis económica, provocada, en gran medida por el extraordinario gasto militar en que incurría el gobernante para poder sostenerse lo obligó a buscar recursos en el extranjero sin tener en cuenta las consecuencias. La alianza que concertó con los directivos de la Improvement fue una demostración de ello, ya que aceptó que éstos fundaran dos compañías subsidiarias, "The Santo Domingo Finance Company" y "Santo Domingo Railways Company", cuyos únicos objetivos fueron entregarle dinero al gobierno a cambio de grandes comisiones para los directivos de Improvement y para el propio Heureaux.

## Laspapeletasde Lilís
Como la política de endeudamiento externo hacia posible el mantenimiento de su maquinaria política y su enriquecimiento personal, Heureaux seguía endeudándose mediante préstamos secretos con la San Domingo Improvement Co., con productores azucareros y comerciantes locales. 
En 1897, con el país al borde de la bancarrota, Lilís decide imprimir el equivalente de cinco millones de dólares en papel moneda carente de respaldo, las que fueron conocidas como las "papeletas de Lilís". Esta impresión de dinero sin respaldo provocó la quiebra de muchos comerciantes locales. Esto contribuyó a fomentar el descontento de los comerciantes y plantadores de tabaco del Cibao, lo que desembocó en el ajusticiamiento de Lilís en Moca en julio de 1899. Al momento de su muerte, la  deuda nacional era de $35 millones,  suma quince veces mayor al presupuesto nacional.      
Al expirar su mandato, la economía terminaría bajo el control de los Estados Unidos.  Al asumir el nuevo gobierno, en medio de una calamitosa situación económica , este se declara en bancarrota lo que provocara posteriormente la intervención militar de Estados Unidos en 1916.

## Vida personal y descendencia
Lilís se caracterizaba por ser mujeriego, sus atributos de hombre alto y moreno le daba ciertas facilidades con algunas mujeres, lo que lo llevó a tener varias concubinas, entre ellas resalta Evangelista López (apodada como "La Cigua"), quien se convirtió en amante y confidente del dictador.
En 1870, ya Lilís había embarazado a la sureña Juana (Juanica) Ogando, una "regia mulata", hija de Juan Ogando y Catalina Encarnación, y con la que procrearía a Rosa y Ulises Heureaux Ogando. El exsenador Charlie Mariotti es, por vía de Rosa Heureaux, tataranieto de Lilís.
El 10 de noviembre de 1880, Lilís se casó con Catalina Flank, puertoplateña nacida en 1856 e hija natural de Rosalía Jean Louis con la cual había comenzado una relación en 1873. Lilís y Catalina procrearon cuatro hijos, a los cuales legitimaron, a saber: Rosa (Rosita) de 7 años (nacida en 1873); Ulises de 6 años (nacido en 1874); Asunción de 2 años (nacida en 1878) y Fenelón de 1 año (nacido en 1879). 
Lilís tuvo 12 hijos en total con varias mujeres.

## Magnicidio
Lilís fue asesinado el 26 de julio de 1899 en Moca, por un grupo de conspiradores liderados por Ramón Cáceres, Jacobo de Lara y Horacio Vázquez.

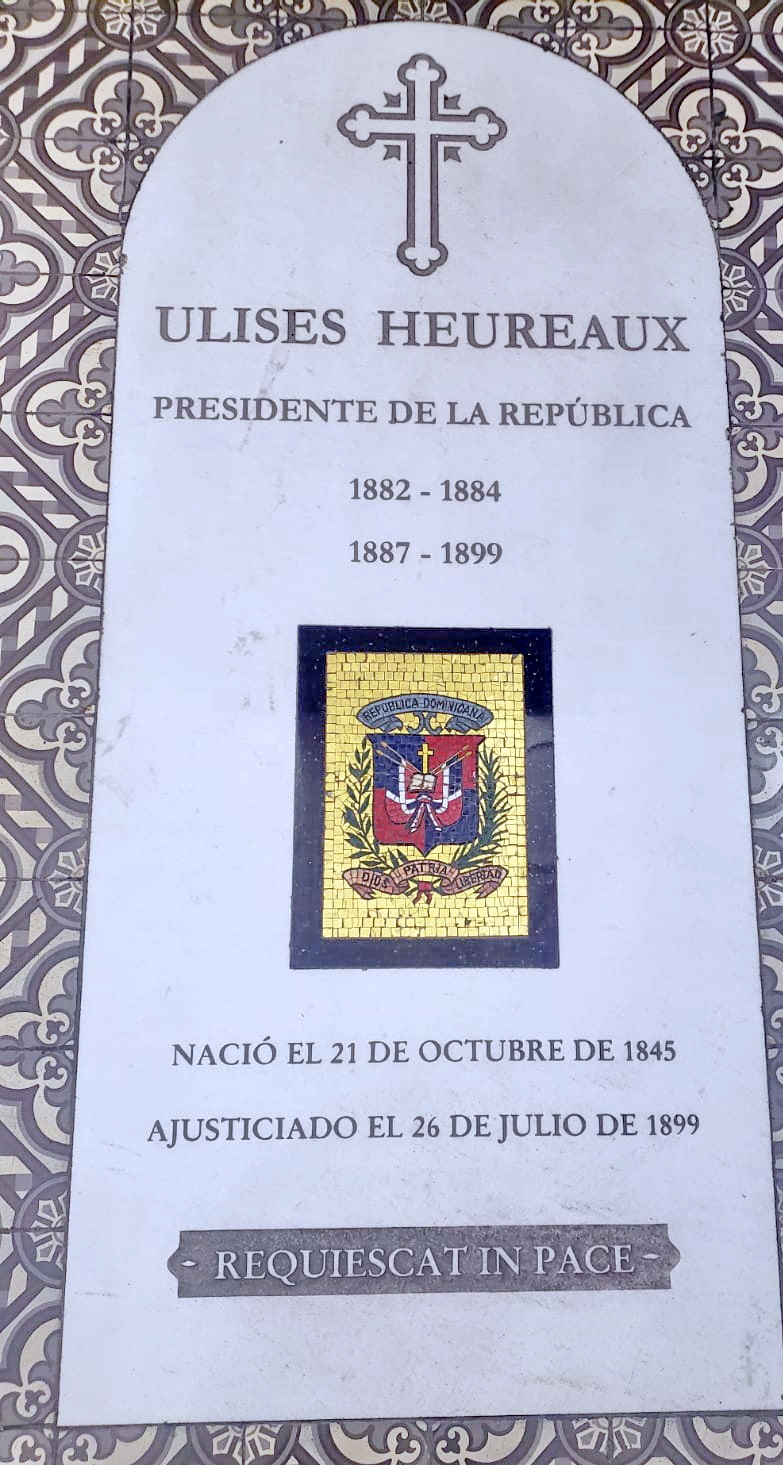
Tumba de Ulises Heureaux, situada en la catedral Santiago Apóstol, en la ciudad de Santiago de los caballeros, República Dominicana.

## Descendencia (al estilo lista)
Lílis dejó descendencia con varias parejas a lo largo de su vida:
- Con Altagracia Cambero  
  - Asunción Heureaux (n. 15 de agosto de 1879)

- Con Rosa Pons Rodríguez  
  - Mercedes Antonia Heureaux Pons (Chea) (segunda dominicana médica; fallecida a los 100 años)
  - Dolores Ursula Heureaux Pons (Lolita)

- Con Andrea Peña  
  - Ulises (Oguí) Heureaux Pérez
  - Rosa Herminia Heureaux Pérez (Mina)

- Con María Luisa Guzmán Domínguez (hijos no reconocidos oficialmente)  
  - Daisy Dilia Guzmán
  - Candelario (Candi) Guzmán
  - Armando (Mando) Guzmán
  - Arismendy (Mendo) Guzmán
  - Miñán Guzmán
  - Ulises Guzmán
  - Próspero Guzmán
  - Enoima Guzmán

- Con Mariquita Herrera Figuereo  
  - Casimira Heureaux

- Otros hijos (madres no documentadas con precisión)  
  - Belisario Heureaux (residio a la Habana en 1912)
  - Ulises Heureaux Ariza
  - Angélica Heureaux